# جوش جبريل
جوش جبريل (بالإنجليزية: Josh Gabriel)‏ هو منتج أسطوانات وملحن ودي جيه أمريكي، ولد في 1969.

## وصلات خارجية
- جوش جبريل على موقع ميوزك برينز (الإنجليزية)
- جوش جبريل على موقع ديسكوغز (الإنجليزية)